# 法西战争 (1635年—1659年)
法西戰爭於1635年至1659年間在法國和西班牙之間進行，雙方在不同時期都得到了不同盟友的支持。第一階段從1635年5月開始，到1648年《威斯特伐利亞和約》結束，被認為是三十年戰爭的相關衝突。第二階段持續到1659年，直到簽訂《比利牛斯條約》。
瑞典與神聖羅馬帝國尋求賠款之後，法國首相黎塞留向西班牙宣戰，因為法國領土被哈布斯堡王朝包圍，成為法國稱霸的最大障礙。這場衝突是法國對三十年戰爭的目標的延續，法軍很快入侵意大利北部，佔領西班牙哈布斯堡的領土，西班牙節節敗退。
西戰爭於1659年在《比利牛斯條約》的簽訂下結束，法國得到比利牛斯山脈，並稱霸歐洲。